# Opuntiasläktet
Opuntiasläktet (Opuntia) är ett suckulent växtsläkte inom familjen kaktusväxter, med omkring 180 arter och har kanske större spridning än något annat släkte inom familjen Cactaceae. 
Opuntiasläktet har tidigare varit ett jättesläkte med extrem variation i utseende hos arterna. Numera är släktet uppdelat i flera mindre och kvar i Opuntia är de klassiska "musse pigg-kaktusarna". De andra arterna har fördelats på cylinderopuntior (Cylindropuntia), koschenillkaktusar (Nopalea), ledkaktusar (Tephrocactus), lövopuntior (Brasiliopuntia), sylopuntior, (Austrocylindropuntia), tuvopuntior (Maihueniopsis), Consolea, Cumulopuntia, Grusonia, Miqueliopuntia och Tunilla.

## Beskrivning
Buskar eller träd till 10 meter. Stammarna är indelade i platta ledstycken. Unga skott bär små cylindriska till koniska blad som snart fallar av. Areolerna bär glochider och ofta taggar och hår.
Blommorna kommer fram på ledstyckenas kanter och saknar blompip. När blomman är överblommad. vissnar den och faller av och lämnar en cirkelrund fördjupning efter sig överst på den annars äggformade frukten. Frukterna är oftast köttiga och är ätliga hos flera arter. De innehåller flera hårda, ganska stora frön som sitter i fruktköttet.  Frukternas utsida har glochider, så de måste hanteras varsamt.
Namnet härstammar från grekiska ordet "o pous" ("ο πους") som betyder "foten" på grund av dess form.

## Förekomst
Man kan finna dem från Kanada via USA, Mexiko, Västindien, Galapagosöarna, till södra Argentina. Numera har de förvildats och finns runt hela medelhavsregionen, på Kanarieöarna, i Australien och i Sydafrika. De finns i såväl ökenområden som i bergstrakter med snö. Det finns opuntior som till och med klarar sig utomhus i Sverige. Vissa arter utsätts ibland för temperaturer som ligger kring -40 °C, medan en del västindiska arter inte tål temperaturer nära 0 °C.

## Användning
Många arter odlas som prydnadväxter. Några bildar ätliga frukter som odlas lokalt eller kommersiellt.
Opuntia är också värdväxt för koschenillsköldlusen från vilken man framställer koschenill. Koschenill användes för att färga rouge och läppstift i rödaste rött. Bland annat i Australien startades företag som kunde använda lusen i färgframställning.

## Odling
Opuntia-arterna är, med några få undantag, mycket lätta att odla. De flesta vill ha en jord som innehåller en rimlig mängd humus, men många kan odlas i vanlig lerjord från trädgården. Större delen av arterna växer bäst under lätt skuggat glas som unga plantor, men efter 3–4 år tål de fullt solljus. De behöver mycket vatten från vår till höst, när det är varmt. Det är omöjligt att nämna någon minimitemperatur för vintersäsongen, som skulle gälla generellt, eftersom det beror på varifrån arten härstammar. Ändå kan man säga att, med undantag av några få tropiska arter, de allra flesta arter tål temperaturer ner till 8 °C. Det finns också många som tål frost.

### Fotnoter
1. ↑  The Cactus Family, Edward F.Anderson • ISBN 0-88192-498-9